# Prekopuce
Prekopuce (cyr. Прекопуце) – wieś w Serbii, w okręgu toplickim, w mieście Prokuplje. W 2011 roku liczyła 106 mieszkańców.